# Fallenbüchl Ferenc
Fallenbüchl Ferenc (Budapest, 1873. szeptember 2. – Budapest, 1953. január 8.) pap, történetíró.

## Élete
Fallenbüchl Tivadar bátyja. 1883-tól a budai királyi katolikus főgimnáziumban, 1888-tól pedig az esztergomi bencés főgimnáziumban tanult. 1891–1896 között az esztergomi Hittudományi Főiskolán és 1891–1895 között a Budapesti Egyetemen tanult. 1896-ban szerzett magyar–német szakos tanári, 1901-ben pedig doktori oklevelet.
1895-től a nagyszombati érseki főgimnázium helyettes tanára. 1896-ban pappá szentelték fel. Előbb Vágszerdahelyen, majd 1897-től Tardoskedden volt káplán. 1897-ben a budapesti egyetemen lett hitoktató. 1900–1918 között a nagyszombati érseki főgimnázium tanára volt és a királyi konviktus tanulmányi felügyelője. 1916-ban a Salm-Salm hercegi családnál nevelő. 1918–1936 között a budapesti Sophianum leánygimnázium igazgatója. A Philippineumban megszervezte a párhuzamos osztályokat, részt vett a budai Szent Angéla Leánygimnázium létrehozásában is. A katolikus egyházi leánygimnáziumok szervezési és tantervi ügyeiben fölkért szakértő volt. 1924-től pápai kamarás, 1932-től címzetes királyi tankerületi főigazgató. 1936-ban nyugdíjazták.
1903–1938 között nyaranta állandó magyar gyóntató volt Mariazellben. 1947–1949 között az orsolyiták budapesti zárdájának gyóntatója. Cesare Orsenigo pápai nuncius magyar nyelvtanára.

## Művei
Főként a hazai szerzetesrendek történetével foglalkozott.
- Otrokocsi Foris Ferenc élete és irodalmi működése. Esztergom, 1899 (Magyar Sion)
- Szt de Lasalle Ker. János. Budapest, 1900
- Herder nevelési elvei. Doktori értekezés. Nagyszombat, 1901
- A katolikus intézeti nevelés elmélete és gyakorlata. Írta Eckinger Nep. János (ford.) Nagyszombat, 1914
- A Szentséges Szív szerznőinek társasága. Írta Stuart Janet M. Erskine. Ford. Budapest, 1925
- Német nyelvkönyv. A reálisk. 1., 2. és 3-4. o. sz. 1-3. köt. Budapest, 1927-29. (tsz. Kardeván Károly)
- Német nyelvkönyv az 5-6. osztály számára. Budapest, 1930 (tsz. Kardeván Károly)
- Német irodalomtörténeti olvasókönyv. A gimnáziumok 7., 8. osztálya számára 1-2. köt. Budapest, 1930-31. (tsz. Kardeván Károly)
- A rabváltó trinitárius szerzetesek Magyarországon; Stephaneum Ny., Budapest, 1940 (A Szent István Akadémia történelmi-, jog- és társadalomtudományi osztályának felolvasásai)
- Az ágostonrendiek Magyarországon. Budapest, 1943 (SZIA Történeti Osztálya Értesítője 3:3.)
- Die Augustiner in Ungarn vor... 1526. Mit Gerhard Ring. Louvain, 1965

Álnevei: Felhévízi (Nagyszombati Hetilap, Esztergom, Katolikus Nevelés, Katolikus Paedagógia).